# Понтеландолфо
Понтеландо̀лфо (на италиански: Pontelandolfo) е село и община в Южна Италия, провинция Беневенто, регион Кампания. Разположено е на 510 m надморска височина. Населението на общината е 2352 души (към 2010 г.).